# Tsuredure Children
Tsuredure Children (яп. 徒然チルドレン Цурэдзурэ тирудорэн, букв. «Малолетние бездельники») — манга-ёнкома, написанная Тосией Вакабаяси. Публиковалась в сёнэн-журналах Bessatsu Shōnen Magazine с 2014 по 2015 год, и в Weekly Shounen Magazine с 2015 по 2018.
С июля по сентябрь 2017 года транслировалась аниме-адаптация истории, созданная на студии Studio Gokumi.

## Сюжет
Tsuredure Children — это сборник романтических историй о том, как сложно сказать: «Я люблю тебя». Всех персонажей объединяет то, что они являются учениками одной школы, многие оказываются одноклассниками или членами одного кружка. Точка зрения и короткие сцены из жизни разных пар постоянно сменяют друг друга. Сцены располагаются в хронологическом порядке и показывают развитие отношений всех героев параллельно друг другу.

## Персонажи

### Второй год
- Харухико Такасэ (яп. 高瀬 春彦 Такасэ Харухико, сэйю: Кэнтаро Кумагай) — ученик класса 2-1, член школьной футбольной команды вместе с Сугаварой. Он увлечён своей одноклассницей по имени Саки Канда и ждёт, когда же она наконец признается ему в своих чувствах.
- Саки Канда (яп. 神田 沙希 Канда Саки, сэйю: Харука Миякэ) — ученица класса 2-1, член секции мягкого тенниса. Она влюблена в Харухико Такасэ и постоянно пытается признаться ему в своих чувствах. Хорошая подруга Юки Минагавы, постоянно советуется с ней.
- Дзюн Фуруя (яп. 古屋 純 Фуруя Дзюн, сэйю: Кохэй Амасаки) — ученик класса 2-1, серьёзный член радиокружка. Ему постоянно признаётся в любви одноклассница Юки Минагава, но из-за её дружелюбного характера Дзюн не знает, стоит ли принимать её признания всерьёз.
- Юки Минагава (яп. 皆川 由紀 Минагава Юки, сэйю: Кана Ханадзава) — ученица класса 2-1, член секции мягкого тенниса. Она является старостой класса, но часто сваливает свои обязанности на Дзюна. Она крайне дружелюбна и постоянно признаётся ему в любви.
- Такуро Сугавара (яп. 菅原 卓郎 Сугавара Такуро:, сэйю: Кайто Исикава) — ученик класса 2-4, член школьной футбольной команды. Он уже давно влюблен в одноклассницу Тидзуру Такано. Он попытался отбросить свои чувства, решив, что она не готова к любви, но не смог.
- Тидзуру Такано (яп. 高野 千鶴 Такано Тидзуру, сэйю: Инори Минасэ) — ученица класса 2-4, считающаяся себя мрачной и угрюмой. Когда её одноклассник Такуро помог ей и признался в любви, она решила, что он просто хотел приободрить её. Хотя она не осознаёт своих чувств к нему, они сумели подружиться.
- Такэру Года (яп. 剛田 武 Го:да Такэру, сэйю: Томоаки Маэно) — ученик класса 2-4, серьёзный, недогадливый парень. После признания Каминэ он начинает встречаться с ней, но ему плохо удаётся выражать свои чувства, из-за чего между ними постоянно возникают недопонимания.
- Аяка Каминэ (яп. 上根 綾香 Каминэ Аяка, сэйю: Юй Огура) — ученица класса 2-4, эмоциональная и добрая девочка. Она признаётся Годе, и они начинают встречаться, но из-за его характера Каминэ сложно развивать их отношения. Она также дружит с Такано.
- Тиаки Утимура (яп. 内村 千秋 Утимура Тиаки, сэйю: Сэйитиро Ямасита) — легкомысленный ученик класса 2-4, которому нравится дразнить Кану. Он не осознавал, что они уже год как встречаются, пока Кана не сказала, что предлагала это не в шутку, после чего решил относиться к их отношениям серьёзней, но привычка хохмить мешает в этом обоим членам пары.
- Кана Идзима (яп. 飯島 香菜 И:дзима Кана, сэйю: Акари Кито) — легкомысленная ученица класса 2-4, которой нравится перешучиваться с Тиаки. Она верила, что весь последний год они встречаются, пока не осознала, что Тиаки счёл её признание шуткой. Она дружит с Кадзуко.
- Аянэ Мацуура (яп. 松浦 彩音 Мацуура Аянэ, сэйю: Аюми Мано) — ученица класса 2-4, член школьного драмкружка. Парень, который ей нравился, отверг её, и Катори её утешил.
- Тиё Курихара (яп. 栗原 ちよ Курихара Тиё, сэйю: Аи Какума) — ученица класса 2-1. Она часто видела Яманэ в автобусе и заинтересовалась им. Стала пытаться уговорить его встречаться после того как он защитил её от приставаний, но низкая самооценка обоих мешает их отношениям. В конце концов признаётся ему на Комикете, и они становятся парой.
- Такао Яманэ (яп. 山根 隆夫 Яманэ Такао, сэйю: Хиро Симоно) — ученик класса 2-7, отаку. Из-за своей низкой самоуверенности вначале не может начать встречаться с Тиё, но в итоге они становятся парой.
- Томомити Мотояма (яп. 本山 友道 Мотояма Томомити, сэйю: Соитиро Хоси) — ученик класса 2-7, отаку и друг Яманэ. Ненавидит девушек, которые судят о них двоих по их внешнему виду. По этой причине высоко ценит Тиё и пытается помочь парочке (с переменным успехом).
- Кадзуко Хосокава (яп. 細川 数子 Хосокава Кадзуко, сэйю: Риэ Муракава) — ученица класса 2-4, к ней часто обращаются за советами по любви, однако она сама никогда ни в кого не влюблялась, пока не встретила Катори.

### Третий год
- Масафуми Акаги (яп. 赤木 正文 Акаги Масафуми, сэйю: Кэнсё Оно) — ученик класса 3-8 и глава школьного совета. Он поймал Рёко курящей на территории школы и вытянул из неё поцелуй взамен на молчание. Он выглядит серьёзным и сдержанным, но преследуя Рёко, становится довольно агрессивным, ведь он давно уже заинтересован в ней.
- Рёко Кадзи (яп. 梶 亮子 Кадзи Рё:ко, сэйю: Аянэ Сакура) — ученица класса 3-8, выглядит как хулиганка и старается держаться на расстоянии от одноклассников. На деле же она цундэрэ и легко краснеет, когда Акаги её дразнит.
- Синъити Катори (яп. 香取 慎一 Катори Синъити, сэйю: Дайсукэ Намикава) — бойкий ученик класса 3-5, появляющийся всякий раз, когда нужен совет в любви. Он глава драмкружка. К его советам окружающиеся относятся по-разному.
- Сацуки Сасахара (яп. 笹原 さつき Сасахара Сацуки, сэйю: Маая Утида) — очень активная ученица класса 3-2, вступила в кружок астрономии только потому, что запала на Хидэки. После его выпуска осталась единственным членом кружка.
- Эрика Сибасаки (яп. 柴崎 絵里香 Сибасаки Эрика, сэйю: Мию Комаки) — член школьного кружка чайной церемонии. В манге она присоединяется к кружку поп-музыки под псевдонимом «Вабисаби», хотя все знают, кто она. Она начала встречаться с Убукатой после его признания.

### Первый год
- Хотару Фуруя (яп. 古屋 ほたる Фуруя Хотару, сэйю: Харука Томацу) — ученица класса 1-3 и младшая сестра Дзюна, безумно его обожающая. Дико ревнует брата к Юки Минагаве, тогда как Юки нравится её дразнить.
- Юки Кага (яп. 加賀 優樹 Кага Ю:ки, сэйю: Юки Хасимото) — ученик класса 1-6, которого Сацуки уговорила вступить в клуб астрономии. Изначально влюбился в Сацуки, но узнав, что у неё есть парень, он начал встречаться с Нанасэ.
- Каору Нанасэ (яп. 七瀬 薫 Нанасэ Каору, сэйю: Нана Инами) — ученица класса 1-9, подруга детства Юки Каги, влюблённая в него, но обладает чертами цундэрэ. Она вступила в кружок астрономии вслед за ним, а потом призналась ему в своих чувствах.

### Выпускники
- Хидэки Юкава (яп. 湯川 英樹 Юкава Хидэки, сэйю: Дайсукэ Оно) — бывший член кружка астрономии. Довольно серьёзный молодой человек. Не брал признания Сацуки на веру, пока перед выпуском наконец не сказал, что она ему всё это время нравилась. Так как он поступил в колледж в другом городе, они находятся в отношениях на расстоянии.

## Медиа

### Манга
Начиная с 2012 года Вакабаяси публиковал мангу в сети, не дав ей какого-либо названия. Она стала известна как «Коллекция ёнком Тосии Вакабаяси». После чего с 9 августа 2014 года она стала выходить в журнале Bessatsu Shōnen Magazine издательства Kodansha, где и публиковалась до 9 марта 2015 года. С 15 апреля она начала публиковаться в Weekly Shōnen Magazine с полностью перерисованными иллюстрациями. Выпуск манги завершился 11 июля 2018 года, история была собрана в 12 танкобонов.
| Том | Дата публикации      | ISBN                   | Источник     |
| --- | -------------------- | ---------------------- | ------------ |
| 1   | 16 августа 2014 года | ISBN 978-4-06-395168-4 | [ Comic 1 ]  |
| 2   | 9 января 2015 года   | ISBN 978-4-06-395301-5 | [ Comic 2 ]  |
| 3   | 17 июня 2015 года    | ISBN 978-4-06-395426-5 | [ Comic 3 ]  |
| 4   | 17 декабря 2015 года | ISBN 978-4-06-395515-6 | [ Comic 4 ]  |
| 5   | 15 апреля 2016 года  | ISBN 978-4-06-395647-4 | [ Comic 5 ]  |
| 6   | 17 августа 2016 года | ISBN 978-4-06-395735-8 | [ Comic 6 ]  |
| 7   | 17 февраля 2017 года | ISBN 978-4-06-395849-2 | [ Comic 7 ]  |
| 8   | 16 июня 2017 года    | ISBN 978-4-06-395956-7 | [ Comic 8 ]  |
| 9   | 17 октября 2017 года | ISBN 978-4-06-510209-1 | [ Comic 9 ]  |
| 10  | 17 ноября 2017 года  | ISBN 978-4-06-510391-3 | [ Comic 10 ] |
| 11  | 16 марта 2018 года   | ISBN 978-4-06-511064-5 | [ Comic 11 ] |
| 12  | 17 августа 2018 года | ISBN 978-4-06-511794-1 | [ Comic 12 ] |

### Аниме
Аниме-адаптация была анонсирована в феврале 2017 года. Она была снята Studio Gokumi, режиссёром стал Хираку Канэко, сценарий написал Тацухико Урахата, художником по персонажам была Эцуко Сумимото. Трансляция аниме прошла с 4 июля по 19 сентября 2017 года на каналах Tokyo MX, Sun TV и BS11. Продюсером сериала выступила NAS. Инори Минасэ исполнила начальную композицию «Ai Mai Moko» (яп. アイマイモコ), тогда как Юй Огура — завершающую «Dear». Серии выходили на DVD в комплекте с 9, 10 и 11 томами манги, по 4 серии на каждом.

## Критика
Tsuredure Children рассказывает истории большого количества персонажей, и в итоге парочек в произведении намного больше, чем в большинстве произведений жанра, что доставляет проблемы и может вызывать сложности в попытках уследить за тем, кто есть кто и как связан с другими. Частая смена точки зрения и переключение между историями не помогают этому.
Являясь комедией, аниме включает достаточно забавных сцен, но в то же время в некоторых историях можно найти довольно серьёзный подтекст. Большинству историй легко сопереживать, так как они отражают то, насколько сложно выразить себя.